# Philoponella vittata
Philoponella vittata là một loài nhện trong họ Uloboridae.
Loài này thuộc chi Philoponella. Philoponella vittata được Eugen von Keyserling miêu tả năm 1881.